# Hôpital Sud de Rennes
 (juillet 2025).
L' Hôpital Sud de Rennes est un établissement hospitalier situé dans le quartier du Blosne à Rennes, en France. Il fait partie du CHU de Rennes.

## Situation et accès
L'hôpital Sud est situé dans le sud de Rennes, dans le quartier du Blosne. Il est bordé au sud par la rocade de Rennes et au nord par le boulevard de Bulgarie. Il est implanté dans un quartier fortement résidentiel, avec un accès via le métro par la station Le Blosne. 

## Description
L'hôpital Sud dispose de 355 lits, il offre des soins en gynécologie obstétrique et de pédiatrie et dispose d'une maternité.

## Historique

### Construction de l'hôpital
La construction de l'hôpital débute en 1976 et l'hôpital ouvre en 1980. En 1993, une maison des parents est ouverte et en 2006 une extension est construite pour héberger un pavillon de la femme et de l'enfant. 

### Déménagement à l'hôpital de Pontchaillou
Il est prévu que les services hospitaliers soient transférés sur le site Pontchaillou en 2028.